# Ctenus pilosus
Ctenus pilosus är en spindelart som beskrevs av Tord Tamerlan Teodor Thorell 1899. Ctenus pilosus ingår i släktet Ctenus och familjen Ctenidae. Inga underarter finns listade i Catalogue of Life.